# Saint-Just-Ibarre
Saint-Just-Ibarre település Franciaországban, Pyrénées-Atlantiques megyében. Lakosainak száma 195 fő (2022. január 1.). Saint-Just-Ibarre Aussurucq, Bunus, Hosta, Ibarrolle, Juxue, Musculdy, Pagolle és Béhorléguy községekkel határos.

## Népesség
A település népessége az elmúlt években az alábbi módon változott:
| Lakosok száma | 233  | 230  | 236  | 223  | 215  | 206  | 201  | 198  | 195  |
|               | 2013 | 2015 | 2016 | 2017 | 2018 | 2019 | 2020 | 2021 | 2022 |